# Let 714 do Sydney
Let 714 do Sydney (francouzsky Vol 714 pour Sydney) je dvacátá kniha z komiksového cyklu Tintinova dobrodružství od belgického kreslíře Hergého. Komiks vycházel každý týden od září 1966 až do listopadu 1967 v časopise Tintin. Roku 1968 byl příběh vydán v knižní podobě nakladatelstvím Casterman. Název komiksu odkazuje na let, který Tintin a jeho přátelé zmeškají, protože se zapletou do spiknutí jejich úhlavního nepřítele Rastapopulose, který chce unést milionáře z nadzvukového letadla.
Hergé začal pracovat na Letu 714 do Sydney čtyři roky po vydání předchozího komiksu Šperky madam Castafiore. Jeho dalším komiksem, který napsal je Tintin a los Pícaros z roku 1976.
Příběh se dočkal seriálové adaptace v rámci animovaného seriálu Tintinova dobrodružství z roku 1991.